# Hongkongs korfbalteam
Het Hongkongs korfbalteam is een team van korfballers dat Hongkong vertegenwoordigt in internationale wedstrijden. De lokale bond heet de Hong Kong China Korfball Association. 

## Geschiedenis
Korfbal werd in de jaren '80 al geïntroduceerd in Hongkong. Al in 1990 deed er een nationaal team mee met de Aziatisch-Oceanisch kampioenschap korfbal 1990. 
In 1999 werd de Hong Kong China Korfball Association opgericht. Het doel van de bond was om de sport in Hongkong verder te vergroten.
In 2006 en in 2014 was Hongkong de organiserende partij van het Aziatisch-Oceanisch kampioenschap korfbal. 
In 2011 maakte het Hongkongs nationaal team zijn debuut op het wereldkampioenschap korfbal.

## Resultaten op de wereldkampioenschappen
| Wereldkampioenschap korfbal |               |             |               |
| Jaar                        | Kampioenschap | Gastheer    | Klassering    |
| 1978                        | 1e WK         | Nederland   | Geen deelname |
| 1984                        | 2e WK         | België      | Geen deelname |
| 1987                        | 3e WK         | Nederland   | Geen deelname |
| 1991                        | 4e WK         | België      | Geen deelname |
| 1995                        | 5e WK         | India       | Geen deelname |
| 1999                        | 6e WK         | Australië   | Geen deelname |
| 2003                        | 7e WK         | Nederland   | Geen deelname |
| 2007                        | 8e WK         | Tsjechië    | Geen deelname |
| 2011                        | 9e WK         | China       | 14e plaats    |
| 2015                        | 10e WK        | België      | 12e plaats    |
| 2019                        | 11e WK        | Zuid-Afrika | 17e plaats    |
| 2019                        | 12e WK        | Taiwan      | 14e plaats    |

## Resultaten op de Wereldspelen
| Wereldspelen |                  |                       |               |
| Jaar         | Kampioenschap    | Gastland              | Klassering    |
| 1985         | 2e Wereldspelen  | Karlsruhe (Duitsland) | Geen deelname |
| 1989         | 3e Wereldspelen  | Karlsruhe (Duitsland) | Geen deelname |
| 1993         | 4e Wereldspelen  | Den Haag (Nederland)  | Geen deelname |
| 1997         | 5e Wereldspelen  | Lahti (Finland)       | Geen deelname |
| 2001         | 6e Wereldspelen  | Akita (Japan)         | Geen deelname |
| 2005         | 7e Wereldspelen  | Duisburg (Duitsland)  | Geen deelname |
| 2009         | 8e Wereldspelen  | Kaohsiung (Taiwan)    | Geen deelname |
| 2013         | 9e Wereldspelen  | Cali (Colombia)       | Geen deelname |
| 2017         | 10e Wereldspelen | Wrocław (Polen)       | Geen deelname |
| 2022         | 11e Wereldspelen | Birmingham (Amerika)  | Geen deelname |
| 2025         | 12e Wereldspelen | Chengdu (China)       | Geen deelname |

## Resultaten op de Aziatisch-Oceanische kampioenschappen
| Aziatisch-Oceanisch kampioenschap korfbal |               |               |               |
| Jaar                                      | Kampioenschap | Gastland      | Klassering    |
| 1990                                      | 1e AOKK       | Indonesië     | Brons         |
| 1992                                      | 2e AOKK       | India         | Geen deelname |
| 1994                                      | 3e AOKK       | Australië     | Geen deelname |
| 1998                                      | 4e AOKK       | Zuid-Afrika   | Geen deelname |
| 2002                                      | 5e AOKK       | India         | 4e plaats     |
| 2004                                      | 6e AOKK       | Nieuw-Zeeland | Geen deelname |
| 2006                                      | 7e AOKK       | Hongkong      | 4e plaats     |
| 2010                                      | 8e AOKK       | China         | 4e plaats     |
| 2014                                      | 9e AOKK       | Hongkong      | 4e plaats     |
| 2018                                      | 10e AOKK      | Japan         | 4e plaats     |
| 2022                                      | 11e AOKK      | Thailand      | 7e plaats     |